# Nhật Bản xâm chiếm Vigan
Cuộc hành quân xâm lược Vigan của Nhật Bản (Tiếng Philippines: Paglusob ng mga Hapones sa Vigan, tiếng Ilocano: Dimmarup dagiti Hapones iti Vigan) vào ngày 10 tháng 12 năm 1941 là một trong các cuộc đổ bộ trước của quân đội Nhật Bản như là bước đầu tiên trong Chiến dịch xâm lược Philippines. Mục đích là để giành quyền kiểm soát các đường băng địa phương, có thể được sử dụng làm căn cứ tiền phương bằng máy bay chiến đấu cho các hoạt động xa hơn về phía nam. Cuộc đổ bộ đầu tiên diễn ra tại đảo Batan vào ngày 8 tháng 12 năm 1941. Tiếp theo là Vigan, Aparri, Legaspi, Davao, và đảo Jolo trong vài ngày tới.

## Bố trí lực lượng
Vigan là thủ phủ của tỉnh Ilocos Sur, ở phía Tây Bắc Luzon, khoảng 220 dặm về phía bắc Manila trên tuyến đường ven biển 3. Phía đông giáp dãy núi Cordillera tách nó ra khỏi Thung lũng Cagayan. Thành phố cách bờ biển khoảng 3 dặm, và được phục vụ bởi cảng Pandan trên cửa sông Abra. Khu vực Vigan trên lý thuyết được bảo vệ bởi Lực lượng Bắc Luzon của Tướng Wainwright. Tuy nhiên, chỉ với một vài người và một lãnh thổ rộng lớn để bảo vệ, Wainwright chỉ có thể dành dành một sư đoàn Philippines được huấn luyện và trang bị một phần, Sư đoàn 11, do Đại tá William E. Brougher chỉ huy, cho toàn bộ miền bắc Luzon. Là một sư đoàn dự bị, Sư đoàn 11 chỉ bắt đầu huy động vào tháng 9 và chỉ bằng 2/3 sức mạnh được uỷ quyền là 1,500 người mỗi trung đoàn. Nó cũng bị thiếu trang thiết bị nghiêm trọng, bao gồm gần như tất cả pháo binh và phương tiện vận tải.
Về phía Nhật Bản, Tướng Homma đã tổ chức một phân đội từ Trung đoàn Bộ binh 2 thuộc Sư đoàn 48 dưới quyền Đại tá Kanno. Con số này có khoảng 2,000 người thuộc Tiểu đoàn 3 và một nửa Tiểu đoàn 1. Lực lượng đổ bộ được hỗ trợ bởi một đội tàu của Hải quân Đế quốc Nhật Bản do Phó Đô đốc Shoji Nishimura chỉ huy, bao gồm tuần dương hạm hạng nhẹ Naka, các khu trục hạm Murasame, Yūdachi, Harusame, Samidare, Asagumo, Minegumo, Natsugumo, 6 tàu quét mìn, 9 tàu săn ngầm và 6 tàu vận tải. Hạm đội được bố trí từ Mako thuộc quần đảo Pescadores và đi đến Vigan trước bình minh ngày 10 tháng 12. Chiến dịch đổ bộ được bảo vệ bởi máy bay của Trung đoàn Tiêm kích 24 và 50 Nhật Bản được phóng từ sân bay trên đảo Batan chiếm được một ngày sau đó.

## Đổ bộ và kết quả
Cùng lúc với chiến dịch đổ bộ lên Aparri, Phân đội Kanno lên bờ tại Vigan mà không gặp phải sự kháng cự nào từ quân Mỹ; tuy nhiên, các báo cáo về cuộc đổ bộ đã được chuyển đến Sở chỉ huy của Tướng MacArthur tại Manila bởi một máy bay trinh sát Curtiss P-40 Warhawk, và Không lực Viễn Đông đã tung ra lực lượng tấn công bao gồm 5 chiếc Boeing B-17 Flying Fortresses và được hộ tống bởi các máy bay tiêm kích P-40 và Seversky P-35 thuộc Phi đội Tiêm kích 34.
Biệt đội ban đầu từ Biệt đội Kanno nhanh chóng bảo vệ thành phố Vigan vào lúc 10:30 sáng; tuy nhiên, cũng như tại Aparri, hoạt động đổ bộ của Nhật Bản bị cản trở bởi biển động và gió mạnh. Máy bay Mỹ đã tấn công hạm đội Nhật Bản bằng bom và các cuộc tấn công bắn phá, và một trong những tàu vận tải Nhật Bản, Oigawa Maru buộc phải lên bờ để tránh bị chìm. Một tàu vận tải thứ hai, Takao Maru cũng bị mắc cạn trong một cuộc tấn công sau đó, và một tàu quét mìn W-10 bị đánh chìm. Người Nhật cũng có thương vong trên khu trục hạm Murasame và tuần dương hạm hạng nhẹ Naka (3 thành viên thuỷ thủ đoàn thiệt mạng) và 30 người trên tàu vận tải Hawaii Maru bị thương, bất chấp sự yểm trợ trên không của 18 máy bay tiêm kích thuộc Trung đoàn Tiêm kích 24 Nhật Bản.
Do thời tiết xấu vẫn tiếp tục, Lực lượng Đổ bộ Vigan được chuyển 4 dặm về phía nam, nơi cuối cùng nó đã có thể đổ bộ phần còn lại của Biệt đội Kanno vào ngày 11 tháng 12. Một đơn vị nhanh chóng được gửi về phía bắc để chiếm Laoag, thủ phủ của tỉnh Ilocos Norte, cách đó 50 dặm, cùng với sân bay của nó.
Với việc quân Mỹ đang rút lui, Homma quyết định chỉ để lại một đơn vị đồn trú nhỏ tại Vigan, và di chuyển phần lớn lực lượng chiến đấu của mình về phía nam để hỗ trợ lực lượng đổ bộ Nhật Bản tại vịnh Lingayen.
Đến 13:00 ngày 20 tháng 12, Biệt đội Tanaka từ các phân đội Aparri và Kanno đã hợp nhất với nhau thành một trung đoàn duy nhất, và hành quân ra khỏi Vigan về phía nam dọc theo tuyến đường ven biển 3. Việc sửa chữa những cây cầu bị phá huỷ trên đường đi, quân Nhật tiến đến thị trấn Bacnotan vào tối ngày 21 tháng 12. Bacnotan được bảo vệ bởi các đơn vị của Sư đoàn 11 Philippines, nhưng người Nhật đã thực hiện một cuộc di chuyển bên sườn về phía đông và buộc một phần của quân phòng thủ phải lùi lại, trong khi cắt đứt quân tiếp viện từ vùng núi về phía đông. Quân Nhật đến San Fernando, La Union, vào sáng ngày 22 tháng 12, chỉ vài giờ sau khi các đơn vị chính của Tập đoàn quân 14 Nhật Bản bắt đầu cuộc xâm lược vùng vịnh Lingayen, ngay phía nam.

## Hậu quả
Nhìn lại, các cuộc đổ bộ tiến công của Nhật Bản ở phía Bắc Luzon, bao gồm cả tại Vigan, đạt được rất ít giá trị chiến thuật hoặc chiến lược. Các sân bay chiếm được rất nhỏ, và với sự tiến quân nhanh chóng của quân Nhật vào trung tâm Luzon, chẳng bao lâu nữa không cần thiết cho các hoạt động tiếp theo.